# Lamgapang
Lamgapang is een bestuurslaag in het regentschap Aceh Besar van de provincie Atjeh, Indonesië. Lamgapang telt 1983 inwoners (volkstelling 2010).